# Fitzwilliam Square
Fitzwilliam Square (en irlandés: Cearnóg Mhic Liam) es una plaza ajardinada georgiana situada en el sur del centro de Dublín (Irlanda). Fue la última de las cinco plazas georgianas de Dublín en ser construida, y también es la más pequeña.
El centro de la plaza contiene un parque privado, que durante más de doscientos años ha sido accesible solo a los titulares de llaves, principalmente los residentes y propietarios de las sesenta y nueve casas de la plaza, algunos de los cuales pagan casi mil euros al año por este privilegio. El lado este de Fitzwilliam Square forma parte de la milla georgiana de Dublín.

## Historia
La plaza fue urbanizada por Richard FitzWilliam, VII vizconde FitzWilliam, a quien debe su nombre. Fue diseñada a partir de 1789 y construida en 1792 en terrenos que pertenecían a la finca Pembroke, que ocupaba gran parte de la zona al sureste de la ciudad. Fue completada en torno a 1830, ya que su progreso fue ralentizado por el Acta de Unión de 1800, que provocó una disminución en la prosperidad de Dublín debido al éxodo de muchos de sus residentes más adinerados a Londres.
El centro de la plaza fue cerrado en 1813 mediante una ley del Parlamento de Irlanda. Al norte se encuentra la Merrion Square, mucho más grande, en cuya construcción también estuvo involucrado Richard FitzWilliam. La plaza era un lugar popular para la llamada «temporada social irlandesa», entre enero y el Día de San Patricio de cada año, periodo durante el cual los aristócratas dejaban sus residencias de campo y vivían en mansiones georgianas en el centro de Dublín.
Durante el Domingo Sangriento de 1920, se produjeron tiroteos en la plaza. Tras la independencia de Irlanda del Reino Unido, durante un periodo en el que se cambió el nombre de otras calles importantes de la ciudad, en 1921 se consideró renombrar la plaza en honor a Oliver Plunkett. Sin embargo, los residentes, entre los que se incluían miembros del nobleza y oficiales del Ejército Británico, se opusieron al cambio.
Sir Thomas O'Shaughnessy (1850–1933), el último recorder de Dublín (una especie de magistrado jefe), vivió en Fitzwilliam Square y murió allí el 7 de marzo de 1933. El pintor Jack Butler Yeats vivió en el número 18, en el lado sur de la plaza, a partir de 1930.
En 1975, la empresa semipública Bord na Móna recibió permiso para demoler cinco casas de principios del siglo xix en la plaza, con el proyecto de construir un edificio moderno de oficinas en su lugar. Posteriormente, este proyecto fue cancelado.